# Ambilobea madagascariensis
Ambilobea madagascariensis är en tvåhjärtbladig växtart som först beskrevs av René Paul Raymond Capuron, och fick sitt nu gällande namn av Thulin, Beier & Razafim.. Ambilobea madagascariensis ingår i släktet Ambilobea och familjen Burseraceae. Inga underarter finns listade i Catalogue of Life.